# Widłogłówka dwupręga
Widłogłówka dwupręga, tana (Phaner furcifer) – gatunek ssaka naczelnego z rodziny lemurkowatych (Cheirogaleidae). Endemit Madagaskaru, jest zagrożony wyginięciem.

## Zasięg występowania
Widłogłówka dwupręga występuje w północno-wschodnim Madagaskarze, od Toamasiny na północ do włącznie półwyspu Masoala.

## Taksonomia
Gatunek po raz pierwszy naukowo opisał w 1839 roku francuski zoolog Henri Marie Ducrotay de Blainville, nadając mu nazwę Lemur furcifer. Miejsce typowe to Zatoka Antongila, Madagaskar. Holotyp to skóra dorosłej samicy (sygnatura MNHN-ZM-2007-1544) ze zbiorów Muzeum Historii Naturalnej w Paryżu, czaszka zilustrowana przez de Blainville’a najwyraźniej zaginęła po 1939 roku; okaz zebrany w 1834 roku przez Jules’a Goudota.
Autorzy Illustrated Checklist of the Mammals of the World uznają ten takson za gatunek monotypowy.

### Etymologia
- Phaner: Etymologia nazwy rodzajowej Phaner ciekawiła badaczy przez wiele lat. Gray często tworzył tajemnicze nazwy taksonów, których nie wyjaśniał. W 1904 amerykański zoolog Theodore Sherman Palmer starał się udokumentować etymologie wszystkich nazw taksonów ssaków, jednak nie potrafił definitywnie wyjaśnić pochodzenia właśnie nazwy rodzajowej Phaner, wskazując tylko na pochodzenie z greki od φανερός (phaneros) oznaczającego „widoczny, oczywisty”[10]. W 2012 Alex Dunkel, Jelle Zijlstra i Colin Groves podjęli próbę wyjaśnienia zagadki. Idąc za pewnymi początkowymi spekulacjami, poszukiwanie literatury wydanej około 1870 ujawniło źródło nazwy: brytyjską komedię The Palace of Truth autorstwa W.S. Gilberta, której premiera odbyła się w Londynie 19 listopada 1870, prawie półtora tygodnia przed datą ukończenia przedmowy manuskryptu Graya (także opublikowanego w Londynie). Komedia skupia się na bohaterach noszących imiona: Król Phanor, Mirza i Azema. Jako że rodzaje Mirza i Azema (mikrusek rdzawy, Microcebus rufus, obecnie synonim dla Microcebus) zostały również opisane w tej samej publikacji i są równie zagadkowe, autorzy doszli do wniosku, że Gray widział komedię i nadał trzem rodzajom lemurów jako nazwy imiona jej bohaterów[11].
- furcifer: łac. furcifer „uchwyt na widły”, od furca „widły o dwóch ostrzach”[12].

## Morfologia
Brak danych dotyczących wymiarów i masy ciała. Ubarwienie od rudoszarego do brązowoszarego, z charakterystycznym ciemnym pasem biegnącym wzdłuż grzbietu, rozwidlonym na głowie, przechodzącym w dwa pasy sięgające oczu.

## Tryb życia
Prowadzą naziemny i nadrzewny, wyłącznie nocny tryb życia. Zamieszkują wilgotny las równikowy. W przeciwieństwie do większości małych małpiatek, u tego gatunku nie stwierdzono magazynowania zapasów tłuszczu i zapadania w stan estywacji. Wyspecjalizowały się w pobieraniu z drzew soku, który sączy się przez małe otwory utworzone przez szkodniki w powierzchni drzewa. Oprócz soku drzew lemurki tana zjadają również niektóre owady. Same padają ofiarą takich drapieżników jak czubak madagaskarski i galidie – malgaskie mangusty. 
Tana żyją w trwałych związkach monogamicznych, rzadziej poligynicznych. Samica rodzi jedno młode. Długość życia w niewoli dochodzi do 12 lat.

## Status zagrożenia i ochrona
W Czerwonej księdze gatunków zagrożonych Międzynarodowej Unii Ochrony Przyrody i Jej Zasobów widłogłówka dwupręga od 2020 roku klasyfikowana jest jako gatunek zagrożony (EN, Endangered); wcześniej, od 2014 roku zaliczano ją do kategorii VU (ang. vulnerable ‘narażony’), a od 2008 roku do kategorii LC (ang. least concern ‘najmniejszej troski’). Od 2004 roku gatunek nie był obserwowany przez naukowców w jego naturalnym środowisku (stan w 2017). Lemur ten występuje w regionach, które doświadczyły znacznej utraty siedlisk, rozkwitu nielegalnego wydobycia surowców (np. szafirów) i gdzie trwają intensywne polowania. Wziąwszy pod uwagę te zagrożenia przypuszcza się, że liczebność populacji zmalała o około połowę w ciągu ostatnich trzech pokoleń (tj. 21 lat) i nadal spada.
Gatunek jest ujęty w I załączniku konwencji waszyngtońskiej (CITES). Został stwierdzony na kilku obszarach chronionych, w tym w Parku Narodowym Masoala i Parku Narodowym Zahamena.